# 678 Fredegundis
678 Fredegundis è un asteroide della fascia principale del diametro medio di circa 41,8 km. Scoperto nel 1909, presenta un'orbita caratterizzata da un semiasse maggiore pari a 2,5732034 UA e da un'eccentricità di 0,2185246, inclinata di 6,08287° rispetto all'eclittica.
Il suo nome fa riferimento a Fredegonda, terza moglie di Chilperico I e regina di Neustria.